# Ludmyła Pekur
Ludmyła Mychajliwna Pekur, ukr. Людмила Михайлівна Пекур (ur. 6 stycznia 1981 w Czernihowie, Ukraińska SRR) – ukraińska piłkarka oraz futsalistka, grająca na pozycji pomocnika lub napastnika, reprezentantka Ukrainy.

## Kariera piłkarska

### Kariera klubowa
Wychowanka klubu Łehenda-Czeksył Czernihów, w którym rozpoczęła karierę piłkarską. W 1998 przeniosła się do Doneczczanki Donieck. W 2001 podpisała kontrakt z rosyjską Kubanoczka Krasnodar. W 2002 powróciła do Ukrainy, gdzie 4 sezony broniła barw Metalista Charków. Również w sezonie 2005/06 grała w futsalowym klubie Interpłast Ługańsk. W 2006 ponownie wyjechała do Rosji, gdzie potem do 2016 występowała w klubach Nadieżda Nogińsk, Rossijanka Krasnoarmiejsk, Eniergija Woroneż, Zwiezda-2005 Perm i Riazań-WDW Riazań.

### Kariera reprezentacyjna
W reprezentacji Ukrainy zadebiutowała 17 kwietnia 1997 w meczu przeciwko Białorusi. Na Mistrzostwach Europy w Piłce Nożnej Kobiet 2009 zdobyła bramkę w meczu z Finlandią.

## Sukcesy i odznaczenia

### Sukcesy klubowe
- mistrz Ukrainy: 2000, 2003, 2004
- wicemistrz Ukrainy: 2002, 2005
- mistrz Rosji: 2006
- wicemistrz Rosji: 2007, 2008
- zdobywca Pucharu Ukrainy: 2003, 2004
- finalista Pucharu Ukrainy: 1999, 2002
- zdobywca Pucharu Rosji: 2006, 2008, 2009
- finalista Pucharu Rosji: 2007

### Sukcesy reprezentacyjne
- uczestniczka Mistrzostw Europy w Piłce Nożnej Kobiet 2009.